# Niata
Niata (in greco Νιάτα?) è un ex comune della Grecia nella periferia del Peloponneso di 2.666 abitanti secondo i dati del censimento 2001.
È stato soppresso a seguito della riforma amministrativa detta Programma Callicrate in vigore dal gennaio 2011 ed è ora compreso nel comune di Evrotas.

## Località
Niata è formata dall'insieme delle seguenti località:
- Niata
- Agios Dimitrios
- Apidea
- Kremasti